# Niederliegender Geißklee
Der Niederliegende Geißklee (Cytisus decumbens), auch Gelber Kriechginster oder Kissenginster genannt, ist eine Pflanzenart aus der Gattung Geißklee (Cytisus) in der Unterfamilie der Schmetterlingsblütler (Faboideae).

## Beschreibung
Der Niederliegende Geißklee ist ein 10 bis 30 cm hoher Strauch mit niederliegenden oder aufsteigenden, verzweigten Ästen, die leicht kantig und behaart sind. Die wechselständigen, fast sitzenden Laubblätter sind  ganzrandig, eiförmig und werden bis zu 20 mm lang. Die Unterseite ist abstehend behaart. Nebenblätter sind nicht vorhanden. 
Die ein bis vier Blüten sitzen in den Blattachseln zusammen. Die Blüten sind gestielt, die Stiele erreichen bei Vollblüte die zwei- bis vierfache Länge des Kelches. Der Kelch ist zerstreut abstehend behaart, glockenförmig sowie tief zweilippig mit kurzen, unterschiedlich langen Zähnen. Die Krone ist 12 bis 16 mm lang und gelb. Fahne und Schiffchen sind kahl, das Schiffchen ist so lang wie Fahne und Flügel zusammen. Die dicht behaarte Hülsenfrucht ist 20 bis 40 mm lang. Blütezeit ist von Juni bis Juli.
Die Chromosomenzahl beträgt 2n = 48.

## Vorkommen
Der Niederliegende Geißklee kommt von den Pyrenäen bis zum Balkan vor, sowie im südlichen Jura, in den Südalpen und im Apennin. Er hat ursprüngliche Vorkommen in den Ländern Spanien, Frankreich, Schweiz, Italien, im früheren Jugoslawien, in Albanien und in Griechenland. Die Art ist vorwiegend in der montanen Höhenstufe zu finden, bis zu Höhenlagen von 1500 m. Hier besiedelt sie Trocken- und Halbtrockenrasen, auch Waldränder auf kalkhaltigem Untergrund. In der Schweiz wird diese Art in der Roten Liste gefährdeter Arten als stark gefährdet eingestuft, Ursachen sind Verbuschung und intensive Beweidung. Pflanzensoziologisch ist sie in Mitteleuropa eine Charakterart der Ordnung Brometalia.
Die ökologischen Zeigerwerte nach Landolt & al. 2010 sind in der Schweiz: Feuchtezahl F = 2 (mäßig trocken), Lichtzahl L = 4 (hell), Reaktionszahl R = 3 (schwach sauer bis neutral), Temperaturzahl T = 3+ (unter-montan und ober-kollin), Nährstoffzahl N = 2 (nährstoffarm), Kontinentalitätszahl K = 2 (subozeanisch).

## Taxonomie und Systematik
Der Niederliegende Geißklee wurde 1782 von Jean François Durande unter dem Namen Spartium decumbens erstbeschrieben. Édouard Spach überführte ihn 1845 in die Gattung Cytisus. Cytisus decumbens (Durande) Spach wird innerhalb der Gattung Cytisus in die Sektion Corothamnus (W.D.J.Koch) Nyman gestellt. Weitere Synonyme sind: Corothamnus decumbens (Durande) K.Koch, Genista decumbens (Durande) Willd., Genista prostrata Lam., Genista pedunculata L'Hér., Genista pedunculata L'Hér. subsp. decumbens (Durande) Gams.
Es gibt eine besondere Unterart:
Cytisus decumbens subsp. pindicola (Bald.) K.I.Chr. (Syn.: Cytisus decumbens var. pindicola (Bald.) Hayek, Corothamnus medius (Halácsy) Skalická, Cytisus medius Halácsy) ist eine an Serpentinit gebundene Sippe im Epirus (Griechenland) mit jung dicht abstehend behaarten, reif kahlen Hülsenfrüchten.

## Belege